# Gyldenså
Gyldenså  er en  13 km lang å, der udspringer i Lindesbjerg midt mellem Bastemose og Svinemose i skovområdet Almindingen  på Bornholm. Den løber først under navnet Rakkerå gennem landbrugsområderne omkring Østermarie, og udmunder under navnet Gyldenså på kysten mellem Bølshavn og Listed. 
Ved kysten øst for åens udløb findes  oldtidsmindet Hellig Kvinde, som består af en høj bautasten og en knækket sten, foruden 14 mindre sten, der danner en aflang, oval skibssætning.

## Naturfredning
På strækningen fra Østermarie til udløbet er ådalen fredet, og på den sidste kilometer kan man gå ad en sti langs åen.
  Formålet med fredningen er, at bevare de naturhistoriske værdier i området, og at give offentligheden adgang til dele af området.

## Natura 2000
De nederste ca. 1,5 km af åen udgør Natura 2000-område nr. 185 Gyldenså der er udpeget for at beskytte vandløbet med vandplanter samt elle- og askeskoven langs med.